# Pedálová steel kytara

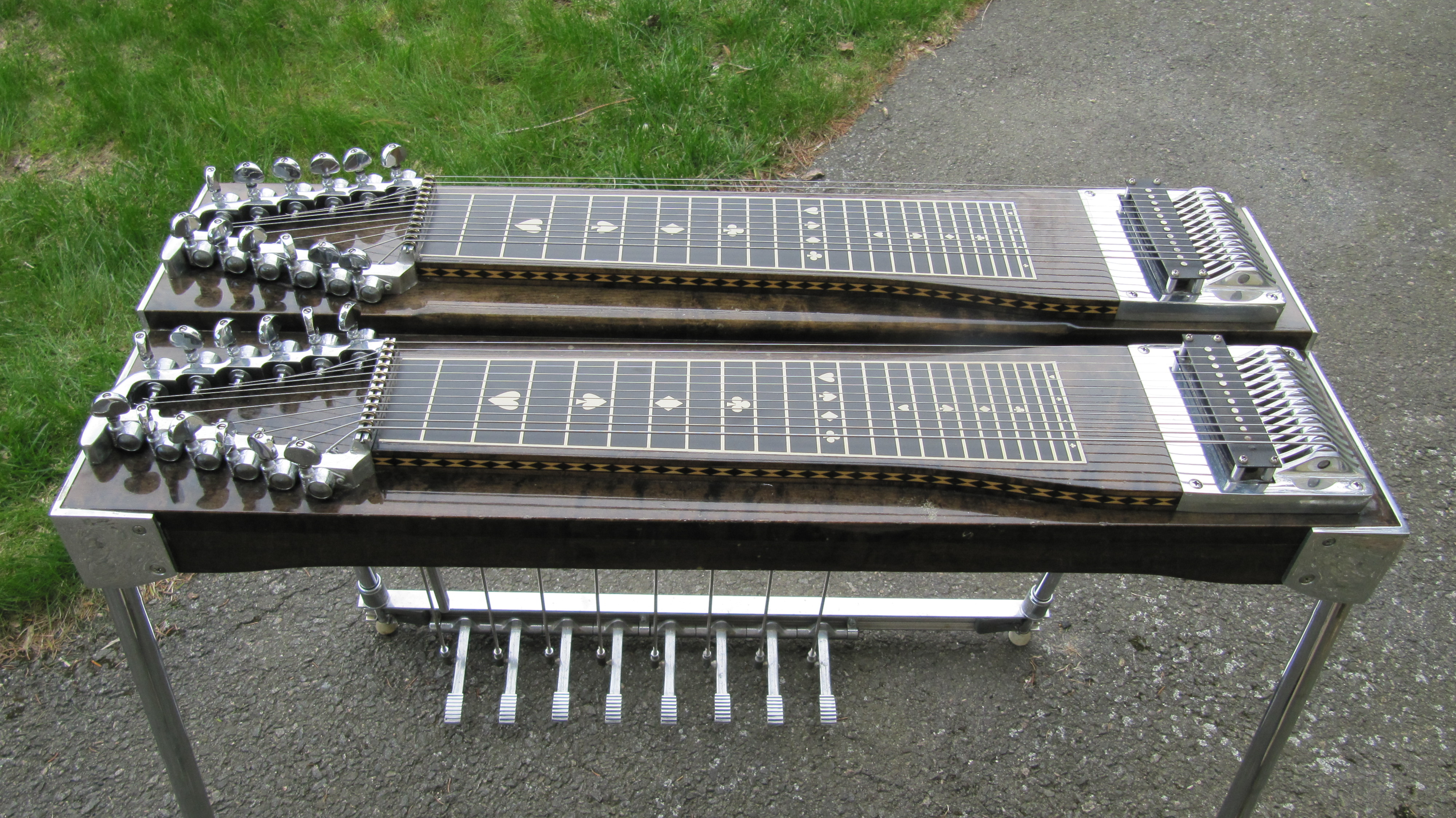
Dvoukrká pedálová steelkytara

Pedálová steel kytara je elektrofonický hudební nástroj, jeden z typů steel kytar. Jedná se o upravenou havajskou kytaru, která byla konstrukčně doplněna o sadu pedálů a kolenní páku (či soustavu pák). To umožňuje v průběhu hry plynule měnit ladění nástroje a měnit jeho jednotlivé tóny. Tato konstrukce pak v kombinaci s kovovým válečkem v hráčově ruce (tzv. železem) a „volume“ pedály dociluje klouzavě charakteristický zvuk tohoto hudebního nástroje, který je dosti podobný zvuku původní havajské kytary. Pedálová steel kytara je často využívána v country hudbě.

## Historie v Československu
V Československu 60. let 20. století se vyskytlo několik nadšenců, kteří si začali steel kytary stavět doma sami amatérským způsobem podle obrázků z amerických hudebních časopisů (měla ji třeba i skupina Greenhorns). První originální americkou steel kytaru v bývalém Československu údajně vlastnil od roku 1975 pan Jaroslav Hanslík, což byl člen Country Beatu Jiřího Brabce (je s dvoukrkou steel kytarou vyobrazen na papírovém obalu gramofonové desky: LP CB Jiřího Brabce & Naďa 3, vydal : Supraphon v roce 1975 – katalogové číslo : 1 13 1539 H).

## Typy pedálových steel kytar

### Klasická jednokrká konstrukce
Klasická steel kytara je jednokrká, je opatřena 10 strunami a je obvykle laděna do akordu „E9“ (ladění jednotlivých strun : F#, Eb, G#, E, H, G#, F#, E, D, H), tato konstrukce má tři pedály a čtyři kolenní páky.

### Dvoukrká konstrukce
Složitější dvoukrká konstrukce vychází z klasické steel kytary, která je doplněna o druhý krk (nachází se blíže hráči) laděný do "C6" a opatřený svojí vlastní soustavou pedálů a kolenních pák.

### Speciální konstrukce
Liší se především počtem strun, kterých může být 8, 12 či 14 a to i v jiném než základním ladění.